# Obrona przeciwkosmiczna
Obrona przeciwkosmiczna – system sił i środków na Ziemi i w przestrzeni kosmicznej oraz przedsięwzięcia i działania podejmowane w skali państwa lub grupy państw w celu maksymalnego zmniejszenia skutków rozpoznania oraz odparcia ataków przeciwnika z przestrzeni kosmicznej. 
- obrona przeciwkosmiczna aktywna to działania naziemnych i kosmicznych środków obrony przeznaczonych do rażenia obiektów kosmicznych i uderzenia strategicznych i kosmicznych środków napadu; w celu niszczenia obiektów w kosmosie skonstruowano bron antysatelitarną.
- obrona przeciwkosmiczna pasywna to zespół przedsięwzięć podejmowanych przez wszystkie rodzaje sił zbrojnych w ramach maskowania, dezinformowania i zakłócania[2].